# Guineatärna
Guineatärna (Thalasseus albididorsalis) är en havsfågel i familjen måsfåglar som förekommer i Västafrika. Den behandlas traditionellt som underart till kungstärnan (T. maximus), men nyligen utförda genetiska studier visar att den snarare är systerart till iltärnan (T. bengalensis).

## Utseende och läte
Med en kroppslängd på 45–50 cm och vingbredden 125–135 cm är guineatärnan en stor tärna, endast skräntärnan är större i sitt utbredningsområde. I häckningsdräkt har den svart hjässa med kort spretig tofs, orangeröd näbb och svarta ben. I flykten syns mörk bakkant på yttre handpennorna. Vintertid är pannan vit, med det svarta reducerat till en "sjal" från ögat till bakre delen av hjässan. Näbben är också ljusare orange.

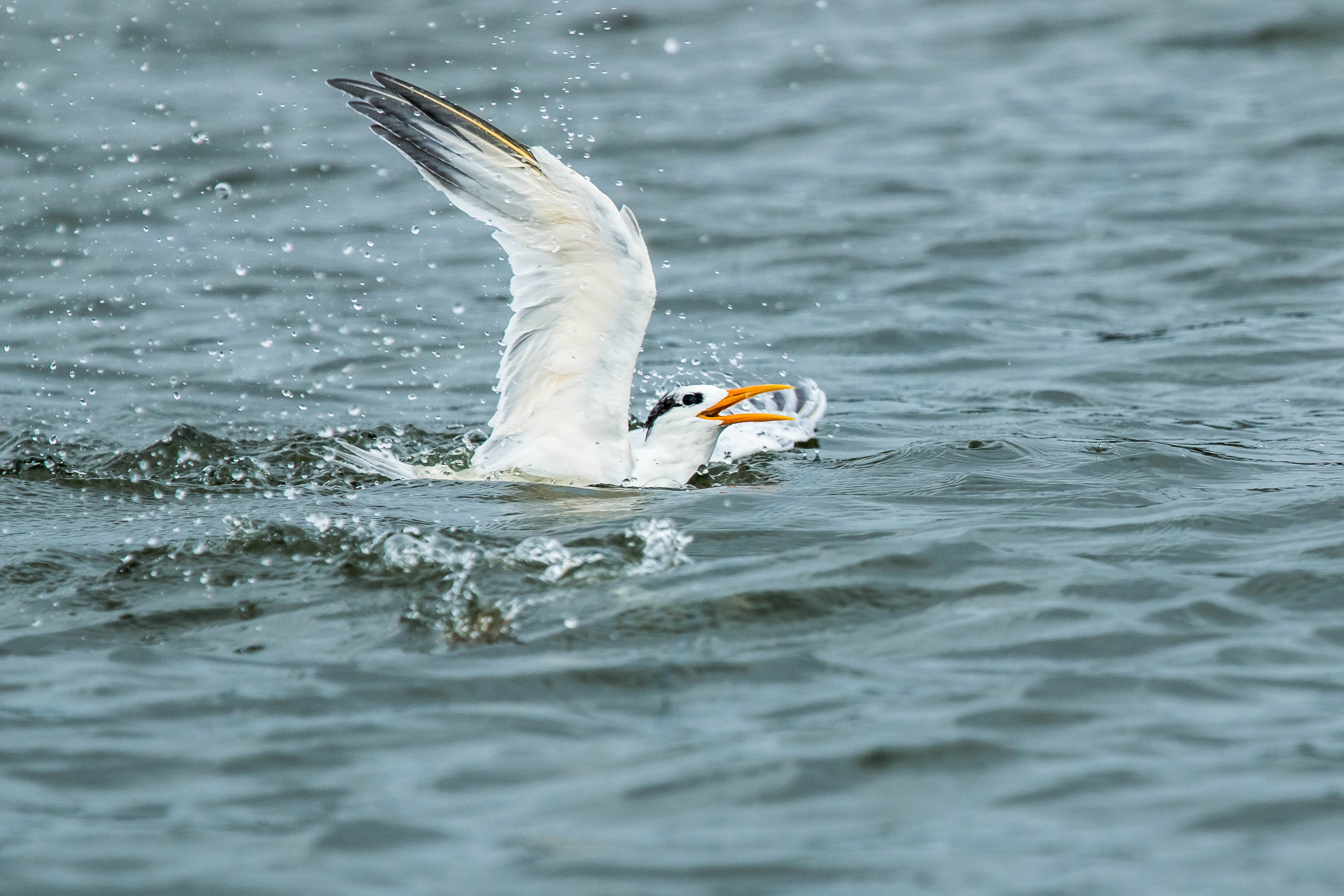

Ungfågeln har liknande huvudteckning som adulta fåglar utanför häckningstid, medan ovansidan är diffust fjällig med tydliga band på vingknogen och armpennorna samt gulaktiga ben. I flykten uppvisar den tydligt tecknade vingovansidor, med mörk yttre del och ljus inre del med tre kontrasterande mörka band på framkant, större täckare och armpennor. Lätet är ett ljudlig och skarpt "krryuk", likt kentsk tärna men djupare.
Från den amerikanska kungstärnan skiljer sig guineatärnan genom något mindre storlek och ljusare fjäderdräkt. Näbben är också slankare och därmed mer lik iltärna och tofstärna. Den är också något gulare. Jämfört med iltärnan är den större och kraftigare, med längre ben, ljusare ovansida samt vit övergump och stjärt där iltärnan är grå.

## Utbredning och systematik
Guineatärnan häckar i Västafrika från Mauretanien söderut utmed kusten till Guinea, ibland längre söderut. Efter häckningstid rör sig vissa fåglar norrut till Marocko. Vintertid ses den söderut ända till Namibia.

### Artstatus
Fram tills nyligen behandlades guineatärnan helt okontroversiellt som en underart till amerikanska kungstärnan (T. maximus). Genetiska studier från 2017 visar dock att guineatärnan istället är systerart med iltärnan (T. bengalensis). Idag urskiljs den allt oftare som egen art.

### Släktestillhörighet
Tidigare förde man en mängd tärnor till släktet Sterna. Fylogenetiska studier av Bridge et al. 2005 påvisade att den sammanslagningen inte gav monofyletiska släkten och man bestämde därför att dela upp familjen i fler släkten för att bättre spegla tärnornas utveckling och släktskap. På grund av detta förs guineatärnan med släktingar numera av de flesta auktoriteter till släktet Thalasseus tillsammans med bland andra kentsk tärna och iltärna.

## Levnadssätt
Arten är kustlevande och ses patrullera stränder, laguner och hamnar. Den häckar mellan april och juli.

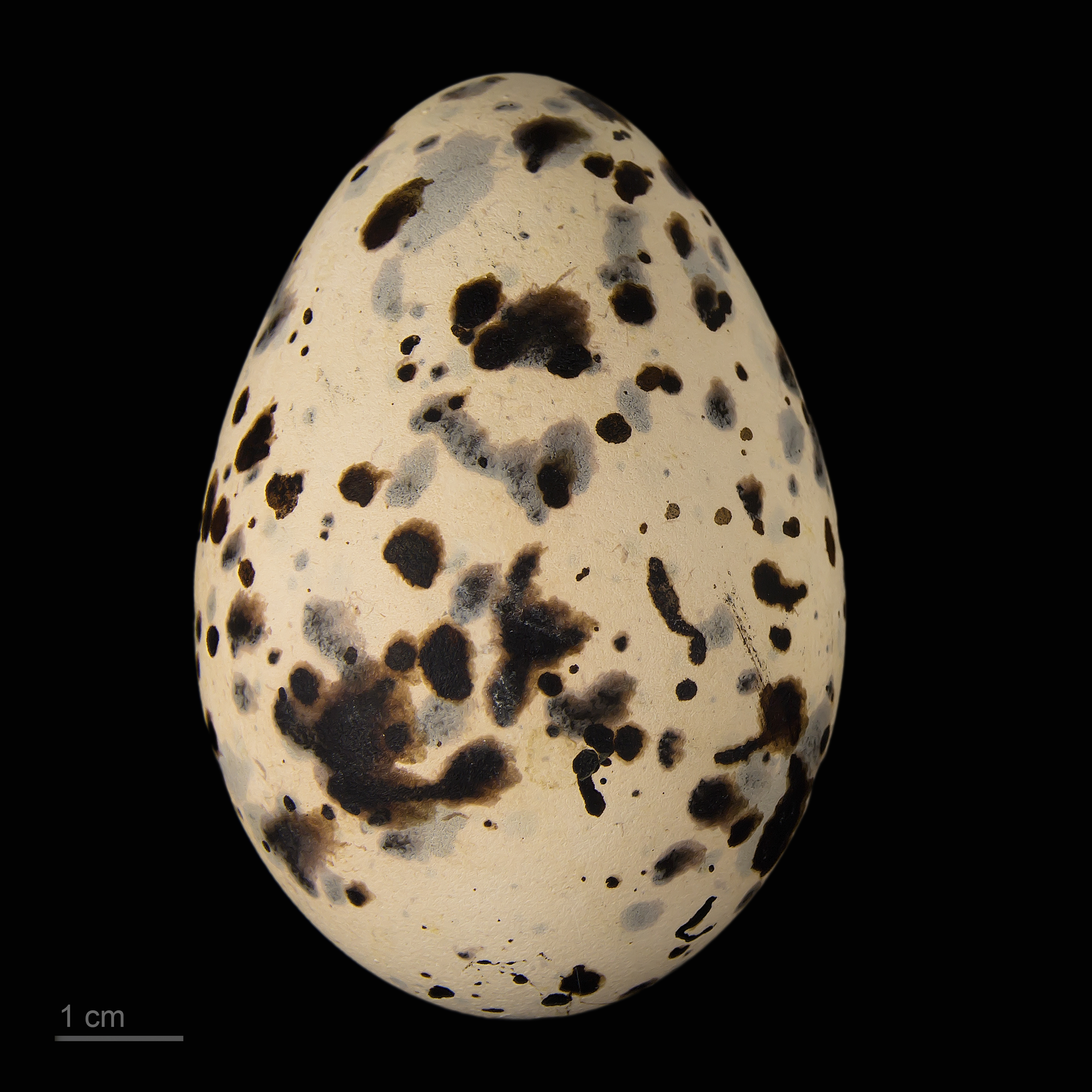
Ägg från guineatärnan.

## Status och hot
Internationella naturvårdsunionen IUCN erkänner den ännu inte som egen art, varför dess hotstatus inte bedömts.